# Ахмедова, Нигора Рахимовна
Ниго́ра Рахи́мовна Ахме́дова (р. 28 октября 1954, Ташкент, Узбекская ССР, СССР) — советский и узбекский искусствовед, куратор. Исследовательница искусства центральноазиатского региона XX века, русского авангарда и современного искусства. Доктор искусствоведения, академик Академии художеств Узбекистана, главный научный сотрудник отдела изобразительного и декоративно-прикладного искусства Института искусствознания Академии художеств Узбекистана. Куратор Ташкентского биеннале.

## Биография
Нигора Ахмедова родилась 28 октября 1954 года в Ташкенте.
В 2003 году защитила диссертацию на соискание учёной степени доктора искусствоведения на тему «Особенности развития живописи государств Центральной Азии XX в.».
Главный научный сотрудник отдела изобразительного и декоративно-прикладного искусства Института искусствознания Академии художеств Узбекистана. Куратор Ташкентского биеннале. 21 сентября 2017 года была избрана действительным членом Академии художеств Узбекистана.

## Куратор выставок
- 2012 — VI Выставка современного искусства «Знаки времени: зеркало воды», Центр национальных искусств «Заркайнар», Ташкент[4]